# Риччи, Коррадо
 Коррадо Риччи  (итал. Corrado Ricci, 18 апреля 1858, Равенна — 5 июня 1934, Рим) — итальянский археолог, писатель и историк искусства.
Отец Коррадо — Луиджи Риччи (1823—1896) был успешным сценографом и фотографом. Коррадо учился в классическом лицее и параллельно в художественных классах Академии изящных искусств Равенны (l’Accademia di belle arti di Ravenna). В рамках ежегодных школьных выставок получил первую премию по пейзажу и вторую премию по орнаменту.
Затем Коррадо Риччи поступил на юридический факультет Болонского университета и также одновременно осваивал юриспруденцию с исследованиями в области филологии и изобразительного искусства. параллельных исследования: он присоединил курс юридических исследований к литературным и художественным исследованиям. Своим учителем по классической литературе считал Джозуэ Кардуччи.
Получив юридическое образование в 1882 году, Коррадо Риччи сразу же начал карьеру в правительственной библиотеке Болоньи и оставался там до 1893 года, когда перешёл в Управление изящных искусств (all’amministrazione delle Belle Arti), где курировал работу художественных галерей, а затем вопросы общего управления (1906—1919). Был основателем и первым президентом (1919—34) Национального института археологии и истории искусства, с 1921 года национальным членом «Академии Линчеи» (Accademia Nazionale dei Lincei). С 1923 года — сенатором в XXVI законодательном собрании Королевства Италия.
Риччи решил отказаться от поэтической «карьеры», которая была его первым стремлением, чтобы полностью посвятить себя изучению истории и археологии, с которыми он столкнулся уже в очень молодом возрасте. Он изучал и публиковал труды по истории и архитектуре Равенны: от небольшого «Путеводителя по Равенне» (Guida di Ravenna, 1877—1878) до обстоятельной монографии «Исторические мозаики Равенны» (Tavole storiche dei mosaici di Ravenna, 1930—1934).
Ранний интерес к творчеству Данте Алигьери можно отнести к его любви к Равенне. В 1880 году, вскоре после выхода «Путеводителя», Риччи опубликовал свои первые статьи о великом поэте Италии.
С 1897 года Коррадо Риччи был директором музеев, галерей, инспектором раскопок древностей и галереи Эстензе в Модене, в том же году он был назначен инспектором Национального музея Равенны, а в следующем году — «суперинтендантом» (Sovrintendente) памятников Равенны. Под его руководством выполнялись реставрационные работы в базилике Сан-Витале (1898—1906), мавзолее Галлы Плацидии (1898—1901), так называемом дворце Теодориха (1898—1905) и в базилике Сант-Аполлинаре-ин-Классе (1899—1906).
Критики отмечали его литературный дар и свободную форму изложения, как, например, в фундаментальном исследовании о храме Малатеста в Римини: «Темпио Малатестиано» (Tempio Malatestiano, 1924).
Между 1894 и 1896 годами Коррадо Риччи был директором Национальной галереи Пармы, учреждения, в котором он разработал новую музейную концепцию, включающую изучение, инвентаризацию, экспозицию и реорганизацию культурного наследия. Риччи успешно применял эту модель в галереях Брера в Милане, музеях Бергамо, Флоренции (музей Барджелло) и в Риме. Коррадо Риччи критиковали за недостаточно глубокую реставрацию Римского форума и утрату некоторых деталей при проведении работ. Тем не менее, в 1906 году он был назначен генеральным директором Министерства просвещения и президентом Института археологии и истории искусства в Риме.
Риччи был умеренным консерватором, независимым от политики, но он, как и некоторые другие представители итальянской интеллигенции, увидел в установлении диктатуры надежду на радикальное выздоровление нации. Он не дал явных доказательств подобострастия или фанатизма, объявив себя «аполитичным животным» в речи в сенате 15 мая 1925 года. Однако Риччи подписал в 1925 году «Манифест фашистской итальянской интеллигенции» (Manifesto degli intellettuali italiani fascisti).
Его жена Элиза Гуасталла, еврейка, его ровесница, пережила мужа на девять лет, полностью испытав на себе самую трагическую историю диктатуры: она с трудом избежала антисемитских преследований, притворившись психически больной и спрятавшись в туринском доме престарелых. Умерла вскоре после Освобождения 8 сентября 1945 года.
Деятельность Коррадо Риччи, по мнению Дж. Бози и многих итальянских историков, ещё достойно не оценена и «требует дальнейшего пересмотра». Археологическая концепция Риччи, «которую считали эклектикой, может служить предупреждением против слишком узкой специализации и примером интересного воплощения лучших черт дофашистской либеральной Италии: её разносторонности и изобретательности, её приверженности обществу, её решимости улучшать и модернизировать культурную жизнь; а также, конечно, отсутствия у неё достаточных сил и неспособность справиться с реакционной инволюцией».
В 1939 году муниципалитет Рима назвал площадь на месте слияния Виа Кавур и Виа деи Фори Империали, вблизи вновь обнаруженных исторических артефактов, именем Коррадо Риччи (Largo Ricci).